# Dichrogaster punctipleuris
Dichrogaster punctipleuris là một loài tò vò trong họ Ichneumonidae.